# Piper curtistilum
Piper curtistilum är en pepparväxtart som beskrevs av C. Dc.. Piper curtistilum ingår i släktet Piper och familjen pepparväxter. Inga underarter finns listade i Catalogue of Life.